# Heilig Hartbeeld (Bakel)
Het Heilig Hartbeeld is een standbeeld in de Nederlandse plaats Bakel.

## Achtergrond
Het Heilig Hartbeeld werd gemaakt in 1934 door Johannes Petrus Maas, ter gelegenheid van het 40-jarig priesterjubileum van pastoor F. van Zeeland. Het stond aanvankelijk op de hoek van de huidige Van de Poelstraat. In de jaren negentig verhuisde het naar de achterkant van de pastorietuin en in 1997 naar de huidige locatie. Het beeld is een gemeentelijk monument.

## Beschrijving
De Christusfiguur staat centraal te midden van een boerengezin. Links van hem een vrouw met twee kinderen, rechts een man met een zoon. Christus, met vlammend hart en kruisnimbus staat op een verhoogd deel van de sokkel.
Op de sokkel een plaquette met de tekst 

GESCHONKEN ALS BLIJDE HERINNERING AAN HET VEERTIGJARIG PRIESTERFEEST VAN HUN PASTOOR F. VAN ZEELAND DE PAROCHIANEN VAN BAKEL